# Gerald Stieg
Gerald Stieg (* 25. Mai 1941 in Salzburg) ist ein österreichisch-französischer Germanist und Philologe.

## Leben
Gerald Stieg machte 1959 die Matura am Gymnasium von Admont und studierte Theologie, Philosophie, Altphilologie und Germanistik an den Universitäten Graz und Innsbruck. An der Universität Innsbruck schließt er 1965 seine Studien Altphilologie und Germanistik mit dem Magister phil. ab und bleibt der Universität vier Jahre als Assistent erhalten.
1966 wechselte er als Lektor nach Frankreich an das Germanistikinstitut der Universität Paris (Sorbonne). 1975, im Jahr seiner Einbürgerung in Frankreich, gründete er die Zeitschrift AUSTRIACA, der er von 1982 bis 2004 als Chefredakteur vorstand.
1976 promovierte er an der Sorbonne zum Doktor der Germanistik. Neun Jahre später folgt die Habilitation an der Universität Nancy.
Von 1988 bis 2009 war Gerald Stieg Universitätsprofessor für deutsche und österreichische Kultur und Literatur an der Universität Paris III (Sorbonne-Nouvelle). 2001 wurde er zum Direktor des dortigen Germanistikinstitutes bestellt.

## Auszeichnungen
- 1965 Theodor-Körner-Preis für junge Wissenschaftler ausgezeichnet.
- Jahr Österreichisches Ehrenkreuz für Wissenschaft und Kunst I. Klasse

## Publikationen
- mit Bernd Witte: Abriss einer Geschichte der deutschen Arbeiterliteratur. Klett, Stuttgart 1973, ISBN 3-12-391300-7.
- Der Brenner und die Fackel. Ein Beitrag zur Wirkungsgeschichte von Karl Kraus. Weiters zu Ludwig von Ficker, Carl Dallago, Theodor Haecker, Ferdinand Ebner, Brenner-Studien Band 3, Müller, Salzburg 1976, ISBN 3-7013-0530-7.
- Frucht des Feuers. Canetti, Doderer, Kraus und der Justizpalastbrand. Edition Falter im ÖBV, Österreichischer Bundesverlag, Falter Verlag, Wien 1990, ISBN 3-85463-100-6. (deutschsprachige Version der publizierten Habilitationsschrift[1])
- "Fruits du Feu". L'incendie du Palais de justice de Vienne en 1927 et ses conséquences dans la littérature autrichienne. Université de Rouen, Rouen 1989, ISBN 2-87775-008-6.
- Goethe als Maßstab der Ästhetik und Polemik von Karl Kraus, in: Karl Kraus – Ästhetik und Kritik, (Kraus-Symposion Poznań 1987), hrsg. v. Stefan Kaszyński und Sigurd Paul Scheichl. München, Edition Text + Kritik (Sonderband der Kraus-Hefte), 1989, S. 71–81.
- L'Autriche: une nation chimérique? Sulliver, Paris 2013, ISBN 978-2-35122-141-9.[2]
- Sein oder Schein: Die Österreich-Idee von Maria-Theresia bis zum Anschluss, Böhlau, Wien 2016, ISBN 978-3-205-20289-9.
- Ist Nestroy ein Wiener Dialektdichter? In: Johann Nestroy (1801-1862): Vision du monde et écriture dramatique, hrsg. v. Gerald Stieg und Jean-Marie Valentin. Paris: Presses Sorbonne Nouvelle, 1991, S. 166–73.